# Бојан Адамич
Бојан Адамич (Рибница, 9. август 1912 — Љубљана, 3. новембар 1995) био је словеначки композитор и диригент.

## Биографија
На средњој музичкој школи у Љубљани учио је оргуље и трубу, а на Музичкој академији дипломирао 1941. клавир. Након ослобођења основао је Плесни оркестар Радио-Љубљана. Низ година био је диригент, композитор и аранжер плесног оркестра РТВ-Љубљана. Од 1961 до 1966. стални је гост-диригент великог оркестра Дома ЈНА у Београду. и других фестивалских оркестара широм Југославије, а наступао је и снимао у многим европским земљама и Јужној Америци. Сматра се доајеном југословенске забавне музике.
У средишту Адамичевих стваралачких замисли су забавна, филмска и сценска музика, а мање џез. Нарочито је био плодан на подручју филмске музике. Компоновао је музику за неколико стотина домаћих и страних филмова (енглеских, америчких, француских, финских, мађарских, немачких, норвешких, шведских и италијанских).
Његовој музици својствена је изворна тематика и инструментација која се, стваралачки преобликована, ослања на фолклорне елементе. За своје радове примио је многа признања: „златне арене“ за филмску музику, савезне награде за филмску музику, и награде Југословенске ЈРТ за сценску музику, Прешернову награду 1979. и награду „Виктор“ за животно дело 1993.
Од 1976 је био председник Друштва словенских складатеља.

## Музика за филмове
- 1952 - Сви на море
- 1953 - Весна
- 1953 - Скоројевићи
- 1955 - Њих двојица
- 1956 - Не окрећи се сине
- 1956 - У мрежи
- 1956 - Путници са Сплендида
- 1956 - Потрага
- 1956 - Велики и мали
- 1957 - Само људи
- 1957 - Суботом увече
- 1958 - Црни бисери
- 1958 - Добро море
- 1958 - Рафал у небо
- 1958 - Четири километра на сат
- 1958 - Те ноћи
- 1958 - Кроз грање небо
- 1959 - Пет минута раја
- 1959 - Кампо Мамула
- 1960 - Сигнали над градом
- 1960 - Друг председник центарфор
- 1960 - Партизанске приче
- 1960 - Веселица
- 1960 - Љубав и мода
- 1960 - Боље је умети
- 1961 - Абецеда страха
- 1961 - Плес на киши
- 1961 - Први грађанин мале вароши
- 1961 - Каролина Ријечка
- 1961 - Песма
- 1961 - Степенице храбрости
- 1962 - Пешчани град
- 1963 - Земљаци
- 1963 - Операција Тицијан
- 1963 - Радопоље
- 1964 - Добра коб
- 1964 - Службени положај
- 1965 - Гласам за љубав
- 1965 - Лажљивица
- 1966 - Глинени голуб
- 1967 - Добар ветар „Плава птицо“
- 1968 - Бекства
- 1969 - Мост
- 1971 - Маскарада
- 1971 - Овчар
- 1971 - Моја луда глава
- 1972 - Валтер брани Сарајево
- 1972 - Вук самотњак
- 1972 - Како умрети
- 1973 - Писмо
- 1976 - Идеалист
- 1976 - Девојачки мост
- 1979 - Партизанска ескадрила
- 1982 - Борба са вртачом
- 1985 - Christophoros